# عدنان منصور

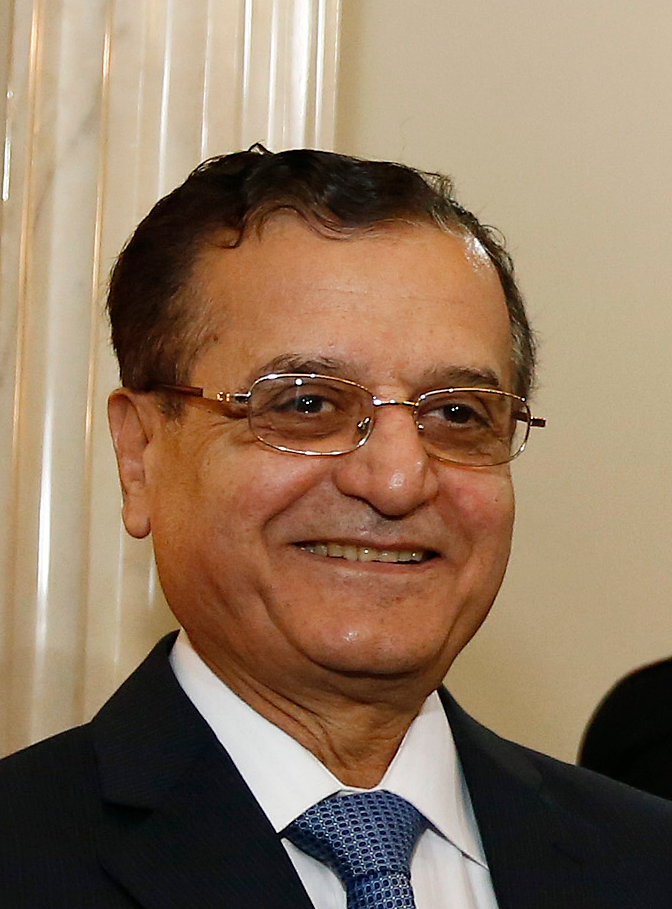

عدنان حسن منصور (و. 5 يناير 1946)، دبلوماسي لبناني وسياسي، تولى وزارة الخارجية (لبنان) من العام 2011 وحتى العام 2014 في حكومة الرئيس نجيب ميقاتي الثانية.

## نشأته ودراسته
من مواليد برج البراجنة في لبنان العام 1946، تابع دراسته ونال إجازة في العلوم السياسية والادارية من الجامعة اليسوعية، ثم نال الماجستير في النظرية السياسية، والدكتوراه في العلوم السياسية.

## العمل الدبلوماسي
التحق بالسلك الدبلوماسي في العام 1974، ثم عمل في دوائر الوزارة حتى العام 1978.
- عيّن قائما بأعمال السفارة وقنصلا في الخرطوم (السودان) وذلك في العام 1977 وحتى العام 1981.
- ثم أصبح مستشارا للسفارة في اثينا (اليونان) حتى العام 1984.
- عيّن قنصلا عاما للبنان في ملبورن – ولاية فكتوريا (أستراليا)، وذلك عام 1984 وبقي حتى العام 1985.
- عيّن قنصلا عاما للبنان في الاسنكدرية – جمهورية مصر العربية، من العام 1985 وحتى العام 1990.
- عيّن سفيرا للبنان فوق العادة لدى كنشاسا- الكونغو الديمقراطية (زائير)، من العام 1990 وحتى العام 1994
- عيّن سفيرا فوق العادة لدى الجمهورية الإسلامية الإيرانية من العام 1995 وحتى العام 2007.

– عيّن سفيرا في بروكسل واللوكسمبورغ ولدى الاتحاد الأوروبي، من العام 2007 وحتى العام 2010.

## الاوسمة
- وسام الكوموندور من الحكومة اليونيانية.
- وسام الليوبارد، وهو ارفع وسام كنغولي (زائيري).
- براءة الشرف والاستحقاق اللبناني العالمي من الجامعة اللبنانية الثقافية في العالم.
- الوضع العائلي: متأهل من السيدة ليلى فاخوري ولهما ثلاثة أولاد: حسن وحسام وليال.

## وصلات خارجية
- موقع عدنان منصور